# Кут розсіювання

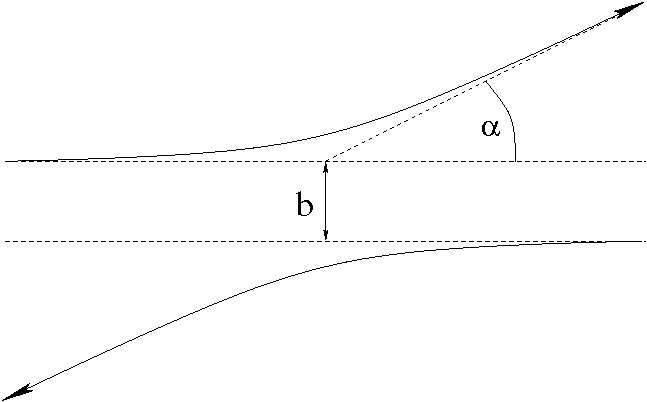
Схема розсіювання. b — прицільна віддаль, α — кут розсіювання

Кут розсі́ювання — це кут між напрямком руху частинки до акту розсіювання й напрямком руху розсіяної частинки.
У класичній фізиці кут розсіювання однозначно визначається прицільною віддалю й початковою енергією частинки.
У квантовій фізиці частинка розсіюється на всі можливі кути, тож кут розсіювання це кут між початковим напрямком руху частинки й напрямком від мішені до спостерігача.
Експериментальна ситуація відповідає квантовому випадку, оскільки контролювати прицільну віддаль в експерименті зазвичай неможливо.
Значення кута розсіювання залежить також від системи відліку. Теоретичні формули зазвичай приводяться для системи центру мас частинок, а в експерименті використовується лабораторна система, в якій спочатку мішень не рухається відносно спостерігача.